# Sidney David Drell
Sidney David Drell (Atlantic City, 13 settembre 1926 – Palo Alto, 21 dicembre 2016) è stato un fisico statunitense.

## Biografia
Drell ha conseguito il dottorato di ricerca presso la Università dell' Illinois nel 1949.  Fisico teorico ha collaborato con James Bjorken nella stesura di un manuale di meccanica quantistica relativistica.  Professore emerito nella Stanford University (1960) ha compiuto approfonditi studi sulla elettrodinamica quantistica e sulla fisica delle particelle. Il processo di Drell-Yan è in parte attribuibile al suo lavoro.
Esperto nel controllo degli armamenti nucleari, è consulente scientifico del governo degli Stati Uniti per la sicurezza nazionale: fondatore  del gruppo "Jason Defense Advisory" è membro del consiglio di amministrazione di "Los Alamos National Security", la società che gestisce il "Los Alamos National Laboratory".
In quest'ambito ha scritto opere dedicate in particolare alle armi chimiche e biologiche:
- In the shadow of the bomb: physics and arms control (1995);
- The New Terror: facing the threat of biological and chemical weapons (1999, con altri);
- The gravest danger: nuclear weapons (con J. E. Goodby, 2003).

## Premi e riconoscimenti
- Membro della National Academy of Sciences (1969)[2]
- Fellow della American Academy of Arts and Sciences (1971))[3]
- L'11° Annuale "Award Heinz" in politiche pubbliche[4]
- Premio Pomeranchuk (1998)
- Premio Enrico Fermi del Dipartimento dell'Energia degli Stati Uniti d'America (2000).